# Lăng Trương Định

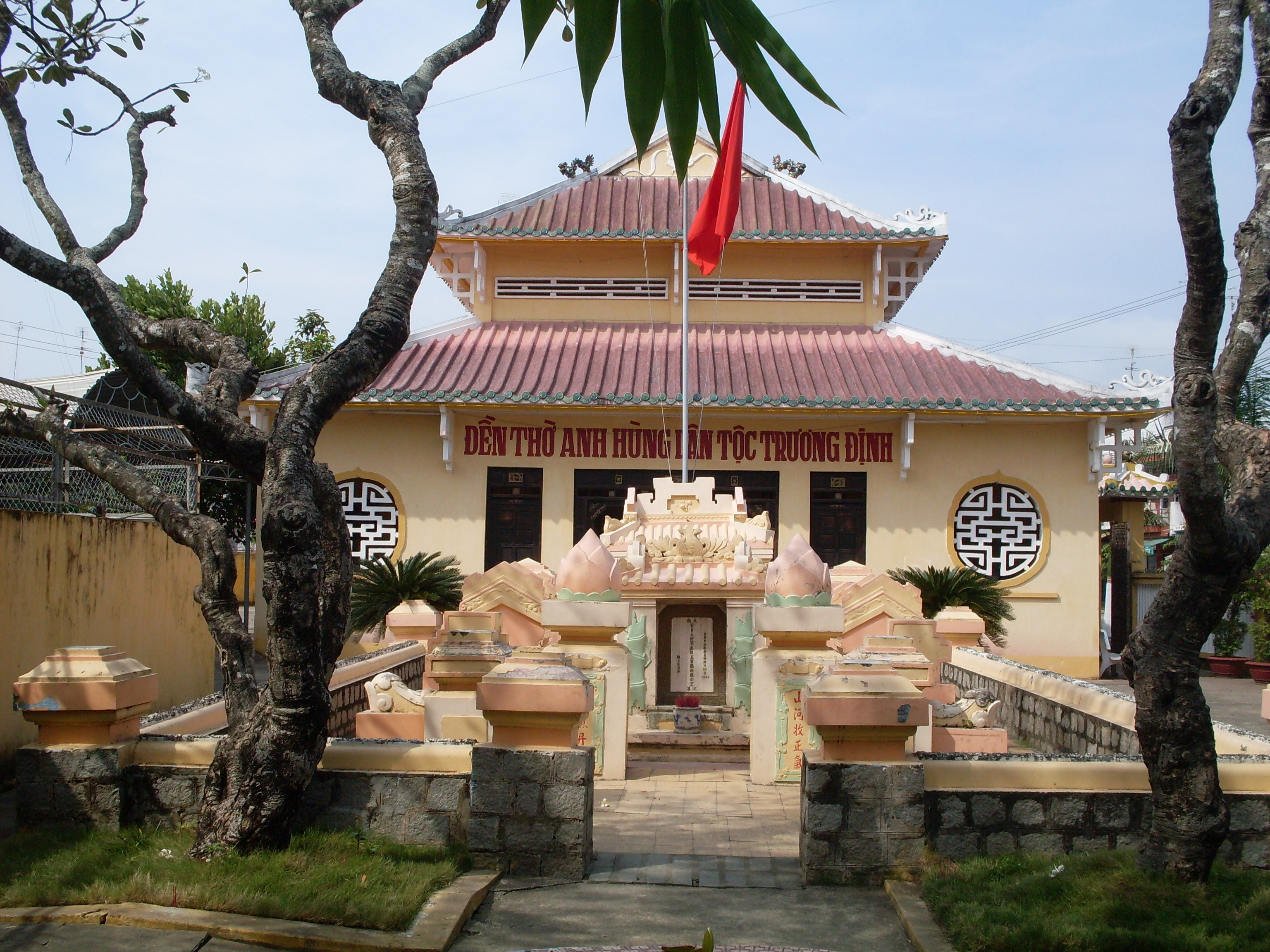
Mộ và đền thờ Trương Định ở thành phố Gò Công

Lăng Trương Định hay Lăng Trương Công Định là lăng mộ của vị anh hùng dân tộc Trương Công Định (Trương Định). Lăng hiện tọa lạc tại đường Lý Thường Kiệt, thành phố Gò Công, tỉnh Tiền Giang. Lăng và mộ đã được Bộ Văn hóa-Thông tin công nhận là Di tích lịch sử-văn hóa quốc gia từ ngày 6-12-1989

## Kiến trúc
Lăng Trương Định là di tích lịch sử là kiến trúc dạng mộ táng tiêu biểu của người Việt ở Nam Bộ. Khu lăng Trương Định có hai phần:
- Mộ được xây bằng đá ong với hồ ô dước, trên diện tích 67m². Tấm bia trước có nội dung: "Đại Nam Thần Dõng, Đại tướng quân, Truy tặng Ngũ Quân, Ngũ Quận CôngTrương Công Định chi mộ". Kế bên phải là dòng chữ nhỏ "Tốt ư Giáp Tý, Thất nguyệt thập bát nhật" (tức chết ngày 20-8-1864), kế bên trái đề "Trần Thị Sanh lập thạch". Bia cuối mộ có mái che, trên bia khắc hai chữ "Trung Nghĩa". Trước mộ có đôi câu đối: "Sơn Hà Thu Chính Khí Nhật Nguyệt Chiếu Đan Tâm" (Núi Sông Thu Chính Khí Nhật Nguyệt Chói Lòng Son)
- Đền thờ xây dựng theo kiến trúc Đông phương vừa cổ kính, vừa tân thời với các án thờ, khuôn biển chạm trổ sơn son thiếp vàng.

## Xây dựng
- Năm 1864, sau khi Trương Định tuẫn tiết, bà Trần Thị Sanh, vợ thứ Trương Định, đã nhận thi hài của ông mang về an táng rất trọng thể. Mộ được làm bằng hồ ô dước, trên bia mộ khắc: "ĐẠI NAM AN HÀ LÃNH BINH KIÊM BÌNH TÂY ĐẠI TƯỚNG QUÂN TRƯƠNG CÔNG HÚY ĐỊNH CHI MỘ", nhưng nhà cầm quyền Pháp tại Gò Công[1] ra lệnh đục bỏ hàng chữ "Bình Tây Đại tướng quân" và phạt bà Trần Thị Sanh 10.000 quan tiền vì lập bia trái phép.
- Năm 1874, bà Trần Thị Sanh đứng đơn xin lập mộ cho chồng. Lá đơn lịch sử này còn lưu giữ ở Trung tâm Lưu trữ quốc gia II (TPHCM) với nội dung như sau: "Tân hòa huyện. Hòa Lạc hạ tổng. Thuận ngãi thôn. Trần Thị Sanh. Cúi đầu lạy quan lớn cho phép tôi làm cái mả lại cho ông quản Định. Năm Kỷ Dậu tôi có làm vợ nhỏ ổng hai năm, bây giờ vợ lớn ổng trốn biệt, con chết hết, mấy năm nay tôi cũng sợ phép nhà nước không biết làm sao, bây giờ tôi liều mình tới nói với ông xin ông giúp cho tôi. Trần Thị Sanh điểm chỉ. Ngày 2/3/1874[2]. Mộ xây bằng đá hoa cương cùng với 3 bức hoành phi và 6 trụ đá ghi lại thân thế và sự nghiệp của anh hùng dân tộc Trương Định. Một lần nữa, các hoành phi và trụ đá bị đục bỏ. Ngôi mộ trở nên hoang phế trong thời gian Pháp thuộc bởi sự cấm đoán và dòm ngó của mật thám.
- Năm 1964, Gò Công tái lập tỉnh, để thu phục nhân tâm, chính quyền cũ đã xuất công quỹ tu bổ ngôi mộ khang trang như ngày nay.
- Năm 1972, xây dựng thêm Đền thờ dựa theo bản vẽ của kỹ sư Nguyễn Ngọc Thiệt do ông Cung Tất Mai làm Trưởng ban. Đền thờ xây dựng theo kiến trúc Đông phương vừa cổ kính, vừa tân thời với các án thờ, khuôn biển chạm trổ sơn son thiếp vàng. Đền thờ hoàn thành năm 1973, lễ khánh thành Đền thờ anh hùng dân tộc Trương Định diễn ra rất trọng thể và trang nghiêm.
- Sau ngày thống nhất đất nước, Đảng bộ, chính quyền và nhân dân Gò Công đã đầu tư kinh phí để trùng tu, tôn tạo di tích.